# 팜파스

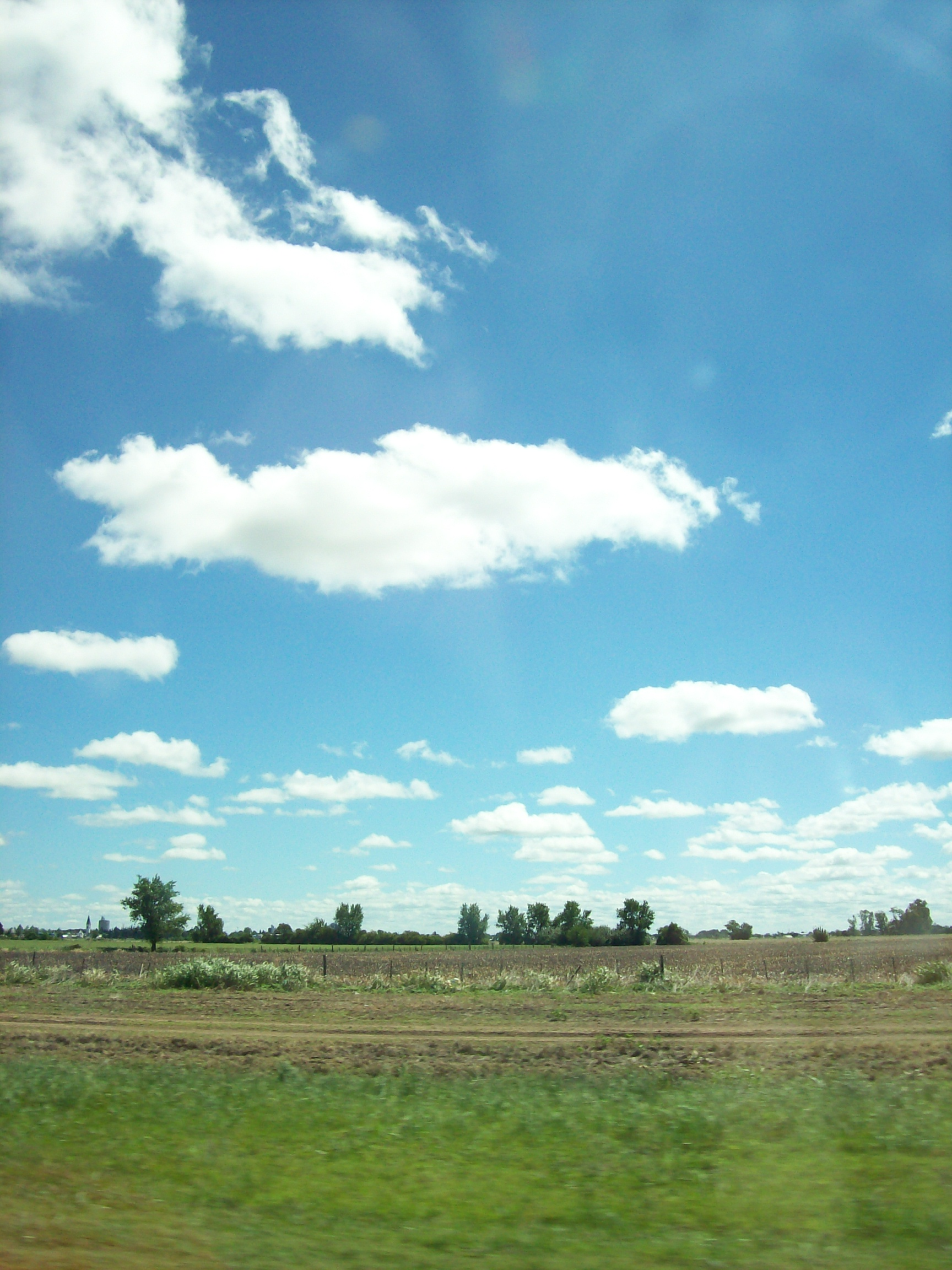
팜파스의 풍경

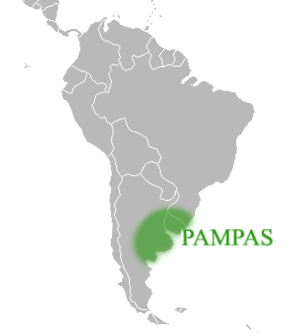
팜파스의 위치

팜파스(스페인어: Pampas, 문화어: 빰빠스)는 남아메리카 중위도 지역 저지대에 있는 750,000 km2 면적의 비옥한 평야를 말한다. 팜파스라는 말은 남아메리카 원주민의 말로 초원을 뜻하는 말이었다.

## 개요
아르헨티나의 부에노스아이레스주, 라팜파주, 산타페주, 엔트레리오스주, 코르도바 주, 브라질의 히우그란지두술주, 우루과이의 대부분 지역에 걸쳐 있다. 19세기부터 개간되었으며 처음에는 주로 양을 길렀다. 그 후 철도와 해운의 발달, 냉동선의 발명 등으로 세계적인 쇠고기 생산 지역이 되었으며 최근에는 밀 재배가 활발하다.

## 농업 및 목축업
소, 양을 대규모로 방목하며 세계적인 육류 생산지 가운데 하나이다.
농지에서는 밀, 옥수수 등을 재배한다. 아르헨티나는 팜파스 농업을 통해 2006년/2007년의 밀 생산량은 1380만 톤이었으며 이 가운데 870만 톤을 해외로 수출하였다. 옥수수는 2150만 톤을 생산하여 1300만 톤을 수출하였다.

## 생태계
강수량 500 mm를 기준으로 동으로는 습윤 팜파스, 서로는 건조 팜파스로 구분된다. 습윤 팜파스는 상업적 혼합농업과 육류 생산이 많고, 건조 팜파스에서는 밀의 생산과 양의 방목이 이루어진다.

## 같이 보기
- 찰스 다윈은 《비글 호 항해기》에서 팜파스 지역을 답사한 결과 이 지역이 비교적 가까운 시기에 융기된 퇴적 평야라고 고찰하였다.[4]
- 아르헨티나는 20세기 초반 팜파스 농업으로 세계 6위의 부국이 되었다. 이 때문에 아르헨티나의 수도인 부에노스아이레스는 유럽 출신 이민자로 넘쳐나 1900년 당시 인구의 3분의 1은 외국 출신이었다고 한다.[5] 에드몬도 데 아미치스의 《사랑의 학교》에는 당시의 상황을 반영한 액자 소설 〈아펜니노 산맥에서 안데스 산맥까지〉가 실려있다.[6] 이 이야기는 한국에서 《엄마 찾아 삼만리》 로 널리 알려져 있다. 일본의 애니메이션 감독 난바 히로다다에 의해 애니메이션으로 만들어지기도 하였다.[7]